# Emilie Flöge
Emilie Louise Flöge (Viena, 30 de agosto de 1874-Viena, 26 de mayo de 1952), fue una diseñadora de modas y empresaria austriaca. 

## Biografía

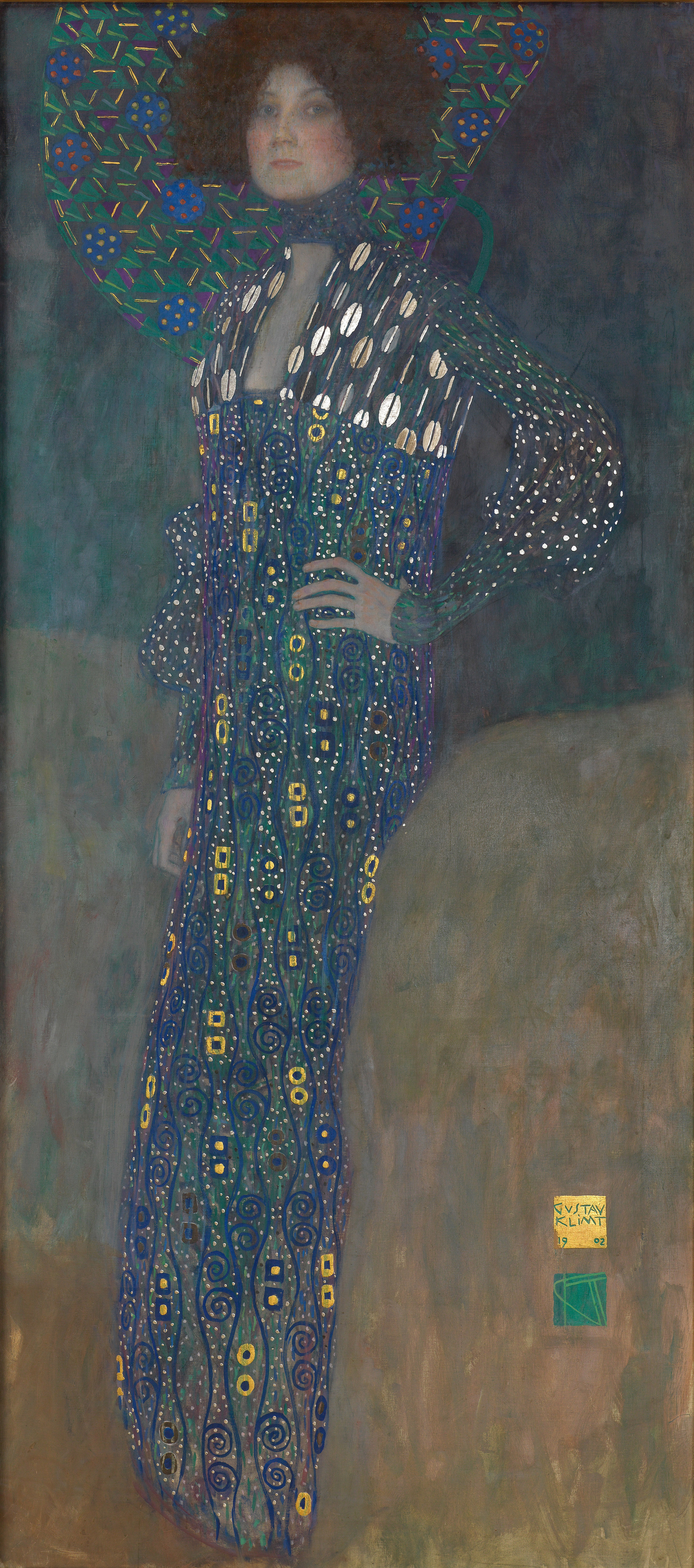
Emilie Flöge (1902),
por Gustav Klimt.

Emilie Flöge se inició en la costura en 1895 con su hermana mayor, Pauline, quien abrió una escuela de costura donde Emilie trabajaría. En 1899 las hermanas ganaron un concurso de costura y aceptaron como pedido la confección de un vestido de batista para una exposición. Eran hijas de Hermann Flöge (1837-1897) maestro ebanista y fabricante de pipas de un mineral conocido en alemán como espuma de mar.
Más tarde, Emilie se convirtió en diseñadora de moda y fue a partir de 1904 cuando comenzó a tener éxito como empresaria, junto a su hermana Helene, con la apertura del salón de alta costura vienés Schwestern Flöge (Hermanas Flöge) ubicado en la Mariahilfer Straße (una de las calles comerciales más importantes de la ciudad). En este salón, diseñado por el arquitecto Josef Hoffmann siguiendo el estilo modernista, Emilie presentaba colecciones de moda muy del gusto de la Wiener Werkstätte. En sus viajes a Londres y a París, se informaba de las últimas tendencias de moda acercándose a Coco Chanel o a Christian Dior. Llegó a tener hasta ochenta costureras en los periodos de más demanda.
Después del Anschluss en 1938, Flöge perdió a sus principales clientes y tuvo que cerrar su salón, en otro el tiempo lugar de reunión de la moda obligado de la sociedad vienesa. A partir de 1938 trabajaría desde su casa, situada en el último piso del número 39 de la Ungargasse. En los últimos días de la Segunda Guerra Mundial, allí fueron destruidos por el fuego no sólo la colección de ropa de Flöge, sino otros objetos de valor provenientes de la herencia de Klimt (ella heredó la mitad de sus bienes después de su muerte en 1918, quedándose la familia del pintor con lo demás).
Emilie Flöge fue una personalidad fascinante perteneciente a la bohemia vienesa y a la sociedad de finales del siglo XIX. Fue pareja del pintor Gustav Klimt, cuñado de su hermana Helene e invitado frecuente en casa de sus padres; Klimt pintó varios retratos suyos a partir de 1891. Algunos expertos piensan que en El Beso, su cuadro más famoso, Klimt se representa a sí mismo junto a Emilie Flöge. Diseñó algunos modelos para el salón siguiendo la tendencia Reformkleidung (que buscaba la libertad de movimiento), pero la clientela de estos modelos "revolucionarios" era limitada y Flöge se decidió por la moda convencional.
En 2006 se estrenó la película Klimt de Raoul Ruiz, donde Veronica Ferres interpreta a Emilie Flöge y John Malkovich al pintor.